# Seznam enot Slovenske vojske
Seznam enot Slovenske vojske vsebuje zdajšnje kot razpuščene enote.

## BrigadeSlovenske vojske
seznam brigad Slovenske vojske

## PolkiSlovenske vojske
- 132. gorski polk Slovenske vojske

## BataljoniSlovenske vojske
- 1. bataljon 42. brigade Slovenske vojske
- 1. bataljon zračne obrambe Slovenske vojske
- 4. lahki raketni topniški bataljon zračne obrambe Slovenske vojske
- 5. obveščevalno-izvidniški bataljon Slovenske vojske
- 6. lahki raketni topniški bataljon zračne obrambe Slovenske vojske
- 10. bataljon za mednarodno sodelovanje Slovenske vojske
- 10. motorizirani bataljon Slovenske vojske
- 11. bataljon za zveze Slovenske vojske
- 12. gardni bataljon Slovenske vojske
- 14. inženirski bataljon Slovenske vojske
- 15. helikopterski bataljon Slovenske vojske
- 16. bataljon za nadzor zračnega prostora Slovenske vojske
- 17. bataljon vojaške policije Slovenske vojske
- 18. bataljon za radiološko, kemično in biološko obrambo Slovenske vojske
- 20. bataljon za mednarodno sodelovanje Slovenske vojske
- 20. motorizirani bataljon Slovenske vojske
- 24. oklepno-mehanizirani bataljon Slovenske vojske
- 30. motorizirani bataljon Slovenske vojske
- 44. oklepno-mehanizirani bataljon Slovenske vojske
- 44. učni bataljon oklepno-mehaniziranih enot Slovenske vojske
- 45. oklepni bataljon Slovenske vojske
- 54. oklepno-mehanizirani bataljon Slovenske vojske
- 74. oklepno-mehanizirani bataljon Slovenske vojske
- 76. protioklepni bataljon Slovenske vojske
- 122. učni bataljon pehote Slovenske vojske
- 132. gorski bataljon Slovenske vojske
- 142. učni bataljon pehote Slovenske vojske
- 157. logistični bataljon Slovenske vojske
- 172. učni bataljon pehote Slovenske vojske
- 182. pehotni bataljon Slovenske vojske
- 352. učni bataljon pehote Slovenske vojske
- 460. artilerijski bataljon Slovenske vojske
- 670. poveljniško-logistični bataljon Slovenske vojske
- 760. artilerijski bataljon Slovenske vojske

## DivizioniSlovenske vojske
- 46. topniški divizion Slovenske vojske
- 76. protioklepni divizion Slovenske vojske
- 430. mornariški divizion Slovenske vojske
- 460. artilerijski divizion Slovenske vojske
- Protioklepni divizion Murska Sobota Slovenske vojske

## OdrediSlovenske vojske
- 574. jurišni odred Slovenske vojske
- Odred za specialno delovanje (ODSD)

## KontingentiSlovenske vojske
- kontingent Slovenske vojske v Afganistanu
- kontingent Slovenske vojske v Bosni in Hercegovini
- SICON I KFOR
- SIKON 10
- SIKON 13
SIKON 13 POV
SIKON 13 NPE
SIKON 13 SnVOD
SIKON 13 NIC

## ČeteinbaterijeSlovenske vojske
- 76. protioklepna četa Slovenske vojske
- 104. četa za telekomunikacije Slovenske vojske
- 105. inženirska četa Slovenske vojske
- 106. častna četa Slovenske vojske
- 107. četa vojaške policije Slovenske vojske
- 212. četa za zveze Slovenske vojske
- 271. četa za zveze Slovenske vojske
- 346. četa vojaške policije Slovenske vojske
- 827. četa vojaške policije Slovenske vojske
- Četa za elektronsko izvidništvo Slovenske vojske
- Četa za protidiverzantsko delovanje Slovenske vojske
- Mehanizirana baterija 2. PPSV

## Učni centri Slovenske vojske
Bivši učni centri Slovenske vojske v času naborniškega sistema:
- 210. učni center Cerklje ob Krki
- 310. učni center Kranj
- 410. učni center Postojna
- 510. učni center Ljubljana
- 530. učni center Vrhnika
- 710. učni center Pekre
- 730. učni center Ig
- Učni center logistike Slovenske vojske (Cerklje ob Krki)

## Šole Slovenske vojske
- Center vojaških šol Slovenske vojske
- Šola za podčastnike Slovenske vojske
- Šola za častnike Slovenske vojske
- Šola za častnike vojnih enot Slovenske vojske
- Poveljniško-štabna šola Slovenske vojske
- Center za usposabljanje Slovenske vojske
- Šola za tuje jezike Slovenske vojske
- Letalska šola Slovenske vojske
- Center za bojno usposabljanje poveljstev in enot Slovenske vojske
- Športna šola Slovenske vojske
- Gorska šola Slovenske vojske

## Centri Slovenske vojske
- Center za doktrino in razvoj Slovenske vojske (CDR)
- Center za elektronsko izobraževanje Slovenske vojske (v sestavi CDR)
- Center za obveščanje Slovenske vojske
- Center za vojaškozgodovinsko dejavnost Slovenske vojske
- Knjižnično-informacijski center Slovenske vojske
- Logistični center Slovenske vojske
- Verifikacijski center Slovenske vojske

## Vadbišča, poligoni in strelišča Slovenske vojske
- osrednje vadbišče Slovenske vojske Postojna

## Druge enote Slovenske vojske
- Enota za protokol
- Tehnične delavnice 7. PPSV
- Športna enota Slovenske vojske
- Oddelek za pridobivanje kadra Slovenske vojske
- Orkester Slovenske vojske
- Vojaška zdravstvena služba Slovenske vojske
- Enota temeljnega vojaškostrokovnega usposabljanja Slovenske vojske (Enota TVSU SV)
- Enota osnovnega vojaškostrokovnega usposabljanja Slovenske vojske (Enota OVSU SV)
- Konjeniška enota Slovenske vojske
- Tehnični zavod Slovenske vojske
- Društvo klubskih dejavnosti Slovenske vojske
- Enota za specialno delovanje
- Zdravstvena enota Slovenske vojske
- Veterinarska služba Slovenske vojske